# Тхейнко
Тхейнко (бірм. သိန်းခို; бл. 918/919 — бл.956) — 4-й володар Паганського царства у 934—956 роках.

## Життєпис
Син Сале Нгакве. Посів трон близько 934 року. Припускають, що намагався централізувати державу, обмежити вплив колишніх племених вождів. Згідно «Королівської хроніки» Тхейнко був на полюванні, де розійшовся зі своїм потом. Виснажений і спраглий він прибув до маєтку Н'яунг-у Саврахана, де без дозвілу останнього зірвав і з'їв огірок. За це був вбитий господаром маєтку. В результаті Н'яунг-у Саврахан захопив владу.
Цей факт низка дослідників розглядає як легенду, але більшість вважає тут відбиття потужного селянського або племенного повстання, яке повалило Тхейнко.